# Yoichi Kotabe
Yōichi Kotabe (小田部 羊一, Kotabe Yōichi, 15 de setembro de 1936) é um mangaká e desenhista de personagens que já trabalhou com Isao Takahata e Hayao Miyazaki. Ele é professor da Academia Tokyo Designer em curso de animação. Ele era casado com Reiko Okuyama, que tambem é desenhista de anime, e em conjunto fundaram o estúdio Atelier Rei (アトリエ Atorie Rei ? ). Kotabe trabalhava às vezes com sua ex-esposa sob o pseudônimo Antelope (あんていろー Anteirōpu ? ). Eles trabalharam juntos no filmes Horus: Prince of the Sun e Panda! Go, Panda!. Foi designer de personagens para Heidi: A Menina dos Alpes e 3000 Leagues in Search of Mother que foi exibida no World Masterpiece Theater, um popular programa de animação que exibe a cada ano uma versão animada de diferentes histórias clássicas da literatura. Ele trabalhava supervisionando e ilustrando a serie Super Mario para a Nintendo desde o original Super Mario Bros. Ele também fez trabalhos de design para The Legends of Zelda e Mole Mania. Ele também fez o acabamento final no anime Pokémon, onde aperfeiçoou o desenho do Pikachu e outros jogos de vídeo game como design e supervisor de animação. Em 2003, ele participou do projeto colaborativo Winter Days. 

## Biografia
Kotabe ficou interessado em animação depois de assistir ao curta-metragem Momotarō no Umiwashi quando criança. Ele ficou fascinado com a forma como o lutador passou no filme. Seu pai, que era um pintor de óleo, também influenciou sua decisão de trabalhar como artista. Kotabe achou a pintura a óleo difícil, então ele trabalhou na pintura em aquarela. A fim de continuar trabalhando em aquarelas, ele adotou o Nihonga (o estilo japonês de pintura) e começou a estudar naUniversidade de Artes de Tóquio, onde tinha um departamento de estilo de pintura japonesa. Enquanto frequentava a universidade, ele ficou impressionado com o filme A Lenda da Serpente Branca, e imediatamente aplicou para trabalhar na Toei Animation. Seu primeiro projeto foi Horus: Prince of the Sun, onde conheceu Hayao Miyazaki e Isao Takahata. Ele deixou a Toei juntamente com Miyazaki e Takahata, e começou a trabalhar em uma adaptação de Pippi das Meias Altas. Esse projeto foi cancelado, e começaram os trabalhos da série cinematográfica Panda! Go, Panda!. Kotabe, em seguida, trabalhou como designer de personagens em duas séries de anime da Nippon Animation: Heidi: A Menina dos Alpes e 3000 Leagues in Search of Mother, com Miyazaki trabalhando em design e layout de cena, e Takahata trabalhando como diretor de séries e artista de storyboard. Em 1985, ele foi sondado pela Nintendo e assumiu o cargo de conselheiro para desenvolvimento de jogos, onde criou ilustrações para o Super Mario Bros. Até esse momento, ele não estava familiarizado com jogos de vídeo game.

## Trabalhos
- 1959 [movie] 少年猿飛佐助 (Shōnen Sarutobi Sasuke) / Magic Boy
  - storyboard animator
- 1960 [movie] 西遊記 (Sai Yu Ki) / Hsi Yu Chi
  - storyboard animator
- 1961 [movie] The Littlest Warrior (安寿と厨子王丸, Anju to Zushiōmaru）/ Anju and Zushiōmaru
  - assistant animator
- 1962 [movie] アラビアンナイト シンドバッドの冒険 (Arabian-Naito Shindobaddo-no-Boken) / The Arabian Nights Adventures of Sinbad
  - assistant animator
- 1962 [movie] Príncipe Suzano e o Dragão de 8 Cabeças (わんぱく王子の大蛇退治, Wanpaku Ōji no Orochi Taiji) / Big snake extermination of the naughty royal prince
  - assistant animator
- 1963 [movie] Doggie March / わんわん忠臣蔵 (Wan Wan Chūshingura)
  - animator
- 1963-65 [TV] 狼少年ケン (okami-shonen Ken) / Ken, the wolf-boy
  - animator, chief animator
- 1964－65 [movie] Ninja Fujimaru / 少年忍者 風のフジ丸 (Syonen-Ninja Kaze-no Fujimaru)
  - animador, animador chefe
- 1965 [TV] ハッスルパンチ (Hassuru Panti) / Hustle Punch
  - animador, animedor chefe
- 1966 [TV] Robin, Rainbow Troops / レインボー戦隊ロビン (Rainbow Sentai Robin)
  - animador chefe (episodio 34, 44)
- 1966－68 [TV] Sally, The Witch / 魔法使いサリー (Mahoutsukai Sally)
  - animador (episodio 77)
- 1968 [movie] Horus: Prince of the Sun (太陽の王子 ホルスの大冒険, Taiyō no Ōji - Horusu no Daibouken) / The great adventure of Hols: Prince of the Sun
  - animador, character design de a Botom, Dorago, Rusan, Ciro, and Toto
- 1969 [movie] Puss 'n Boots / 長靴をはいた猫 (Nagagutsu wo Haita Neko) (gato de botas)
  - animador
- 1969 [movie] Flying Phantom Ship / 空飛ぶゆうれい船 (Sora Tobu Yureisen)
  - animador chefe
- 1969-70 [TV] ひみつのアッコちゃん (Himitsu no Akko-chan) / Secrets of Akkochan, Secret Little Akko
  - animador (com Hayao Miyazaki 宮崎駿, episodio 45, 57)
- 1971 [movie] Animal Treasure Island / どうぶつ宝島 (Dobutsu takarajima)
  - animatdor
- 1971 [movie] Ali Baba and the Forty Thieves, Alibaba's Revenge / アリババと40匹の盗賊
  - animador
- 1971-72 [TV] さるとびエッちゃん (Sarutobi Ecchan) / Sarutobi Ecchan
  - animador （No. 6, A/B part）
- 1971 [TV] 長靴下のピッピ 世界一強い女の子 (Nagakutsushita no Pippi/sekai-ichi tsuyoi on-na-no-ko) / Pippi Longstocking, The strongest girl in world （temporary title）
  - seu posto esta indeciso.
- 1972-73 [TV] 赤胴鈴之助 (Akadō Suzunosuke) / Red-cuirass Suzu-no-suke
  - supervisor assistente de animação, animador,animador chefe（todos os 52 episodios）
- 1972 [movie] Panda! Go, Panda! (パンダ・コパンダ,  Panda Kopanda) / Panda e joven panda
  - animador, animador chefe （com Yasuo Otsuka 大塚康生）
- 1973 [movie] Panda! Go, Panda! Volume of Rainy Circus (パンダ・コパンダ 雨降りサーカスの巻,  Panda Kopanda Amefuri-Saakasu no Maki)
  - animador, animador chefe （com Yasuo Otsuka）
- 1973-74 [TV] 荒野の少年イサム (Kouya no Shounen Isamu) / Isamu, Boy in the wilderness
  - animador （com Yasuo Otsuka）
- 1973-74 [TV] 侍ジャイアンツ (Samurai Jaianth) / Samurai Giants
  - animador (episodio 1,com Hayao Miyazaki)
- 1974 [TV] Heidi, Girl of the Alps / (アルプスの少女ハイジ, Arupusu no Shōjo Haiji)
  - character design, animador chefe (todas as historias)
- 1975 [TV] A Dog of Flanders / (フランダースの犬, Furandaasu no Inu)
  - animador (episodio 15)
- 1976 [TV] 3000 Leagues in Search of Mother / (母をたずねて三千里, Haha wo Tazunete Sanzen-ri)
  - character design, animador chefe (todos episodios)
- 1977 [TV] Raccoon Rascal, Rascal the Raccoon / あらいぐまラスカル (Araiguma Rascal)
  - animador (episodio 12-22), baseado no livro de Sterling North’s Rascal, a Memoir of a Better Era
- 1977 [movie] 草原の子テングリ (Sougen no Ko Tenguri) / Tenguri, Boy of the grassy plain
  - Este trabalho foi um filme publicitário para o teatro de Snow Brand Milk Products Co., Ltd..
  - animador, (progeto : Osamu Tezuka 手塚治虫, diretor, animador chefe: Yasuo Otsuka, layout: Yasuo Otsuka, Hayao Miyazaki)
- 1977-78 [TV] まんが日本絵巻 (Manga Nihon Emaki) / Manga(=Anime) Japan Picture scroll
  - 1978/01/11 (No. 14 A/B part "横綱 谷風梶之助, Yokozuna Tanikaze Kajinosuke"), character design
  - 1978/01/18 (No. 15 B part "狂乱の炎 八百屋お七, Flame of The Madness Yaoya Oshichi"), character design, storyboard, animador （"あんていろーぷ" name）
  - 1978/01/25 (No. 16 A/B part "この子らに愛を 聖母細川ガラシャ, Please give these children love, Holy Mother Hosokawa Gracia"), character design, animador ("あんていろーぷ" name)
- 1979 [movie] 龍の子太郎 (Tatsu no Ko Taro) / Taro the Dragon Boy
  - character design, storyboard, chefe animador （with Reiko Okuyama, 奥山玲子）
- 1981 [movie] じゃりん子チエ (Jarinko Chie) (Chie the Brat)
  - character design, chefe animador ( com Yasuo Otsuka, 大塚康生)
- 1981－82 [TV] Belle et Sébastien / 名犬ジョリィ (Meiken Jolie)
  - animador
- 1981-83 [TV] じゃりン子チエ (Jarinko Chie) / Chie the Brat
  - character design ( com  Yasuo Otsuka),animador chefe (episodio 6)
- 1983 [TV] Serendipity the Pink Dragon / セレンディピティ物語 ピュア島の仲間たち (Serendipiti Monogatari Pyua-tou no Nakama-tachi)
  - character design, (todos 26 episodios)
- 1983－85 [TV] The Yearling / 子鹿物語 (Kojika Monogatari)
  - animador, chefe animador (episodio 19)
- 1984 [movie] Nausicaä of the Valley of the Wind (風の谷のナウシカ, Kaze no Tani no Naushika)
  - animador, (ele assumiu o comando da cena em que Nausicaa foi revivido ea cena do final em que os velhos riram em uma festa..)
- 1984 [animated picture book] パパママバイバイ (Papa Mama Bai Bai) / Daddy Mom by-by
  - animador
- 1985 [movie] ペンギンズ・メモリー 幸福物語 (Penginzu Memori Koufuku Monogatari) / Penguins memory happiness story
  - animador
- 1986 [TV special program] サンゴ礁伝説 青い海のエルフィ (Sango-sho Densetsu: Aoi Umi no Erufii) / Coral Reef Legend: Elfie of the Blue Sea
  - character design
- 1986－87 [TV] The Wonderful Wizard of Oz / オズの魔法使い (Oz no Mahōtsukai)
  - animador
- 1997- (to date) [TV] Pokémon / ポケットモンスター
  - supervisor de animação
- 1998 [movie] Pokémon: The First Movie - Mewtwo Strikes Back / 劇場版ポケットモンスター ミュウツーの逆襲
  - supervisor de animação
- 1998 [short film] Pikachu's Vacation / PIKACHU THE MOVIE “ピカチュウ”のなつやすみ
  - supervisor de animação
- 1999 [remake movie] MARCO, 3000 Leagues in Search of Mother / (母をたずねて三千里, Haha wo Tazunete Sanzen-ri)
  - original character (só foi utilizado como base de um  novo personagem)
- 1999 [movie] Pokémon: The Movie 2000 - The Power of One / 劇場版ポケットモンスター 幻のポケモン ルギア爆誕
  - supervisor de animação
- 1999 [short film] Pikachu's Rescue Adventure / PIKACHU THE MOVIE ピカチュウたんけんたい
  - supervisor de animação
- 2000 [movie] Pokémon 3: The Movie Spell of the Unown / 劇場版ポケットモンスター 結晶塔の帝王 ENTEI
  - supervisor de animação
- 2000 [short film] Pikachu and Pichu / PIKACHU THE MOVIE 2000 ピチューとピカチュウ
  - supervisor de animação
- 2001-03 [TV] Kirby: Right Back at Ya! / 星のカービィ
  - supervisor de animação
- 2001 [movie] Pokémon 4Ever: Celebi: Voice of the Forest / 劇場版ポケットモンスター セレビィ 時を超えた遭遇 (であい)
  - supervisor de animação
- 2001 [short film] Pikachu's PikaBoo / PIKACHU THE MOVIE 2001 ピカチュウのどきどきかくれんぼ
  - supervisor de animação
- 2002 [movie] Pokémon Heroes / 劇場版ポケットモンスター 水の都の護神ラティアスとラティオス
  - supervisor de animação
- 2002 [short film] Camp Pikachu / PIKACHU THE MOVIE ピカ☆ピカ星空キャンプ
  - supervisor de animação
- 2003 [movie] Pokémon: Jirachi Wishmaker / 劇場版ポケットモンスター アドバンスジェネレーション 七夜の願い星
  - supervisor de animação
- 2003 [short film] Gotta Dance!! / PIKACHU THE MOVIE おどるポケモンひみつ基地
  - supervisor de animação
- 2003 [movie] Winter Days / 冬の日 (Fuyu no Hi)
  - animador, storyboard animator, ele participou nesse movie com 35 animadores do mundo . (com Reiko Okuyama, 奥山玲子)
- 2004 [movie] Pokémon: Destiny Deoxys / 劇場版ポケットモンスター アドバンスジェネレーション 裂空の訪問者 デオキシス
  - supervisor de animação
- 2005 [movie] Pokémon: Lucario and the Mystery of Mew / 劇場版ポケットモンスター アドバンスジェネレーション ミュウと波導の勇者ルカリ
  - supervisor de animação
- 2005 [3D mini-movie] Pokémon 3D Adventure: Find Mew! / ポケモン３Ｄアドベンチャー ミュウを探せ！
  - supervisor de animação
- 2006 [movie] Pokémon Ranger and the Temple of the Sea / 劇場版ポケットモンスター アドバンスジェネレーション ポケモンレンジャーと蒼海の王子マナフィ
  - supervisor de animação
- 2006 [3D mini-movie] Pokémon 3D Adventure 2: Pikachu's Big Undersea Adventure / ポケモン3Dアドベンチャー2 ピカチュウの海底大冒険
  - supervisor de animação
- 2006 [short film] ピカチュウのわんぱくアイランド (Pikachu no Wanpaku Airando)
  - supervisor de animaçãor, (it was shown only in ANA airplane)
- 2007 [movie] 劇場版ポケットモンスター ダイヤモンド・パール ディアルガVSパルキアVSダークライ (Dialga vs. Palkia vs. Darkrai)
  - supervisor de animação